# Софіївка (Івано-Франківськ)
Софіївка — місцевість Івано-Франківська (колишнє село), розташована в північно-східній частині міста поряд із мікрорайоном «Позитрон»; обмежена вулицями Івасюка, Івана Павла ІІ, Пстрака і Вовчинецька.
Назву місцевість отримала від однойменного села, яке тут проіснувало недовго (приблизно 1935—1959 рр.).

## Історія

«Софіївська група» — монумент радянським солдатам, що загинули на війні та в боях з УПА

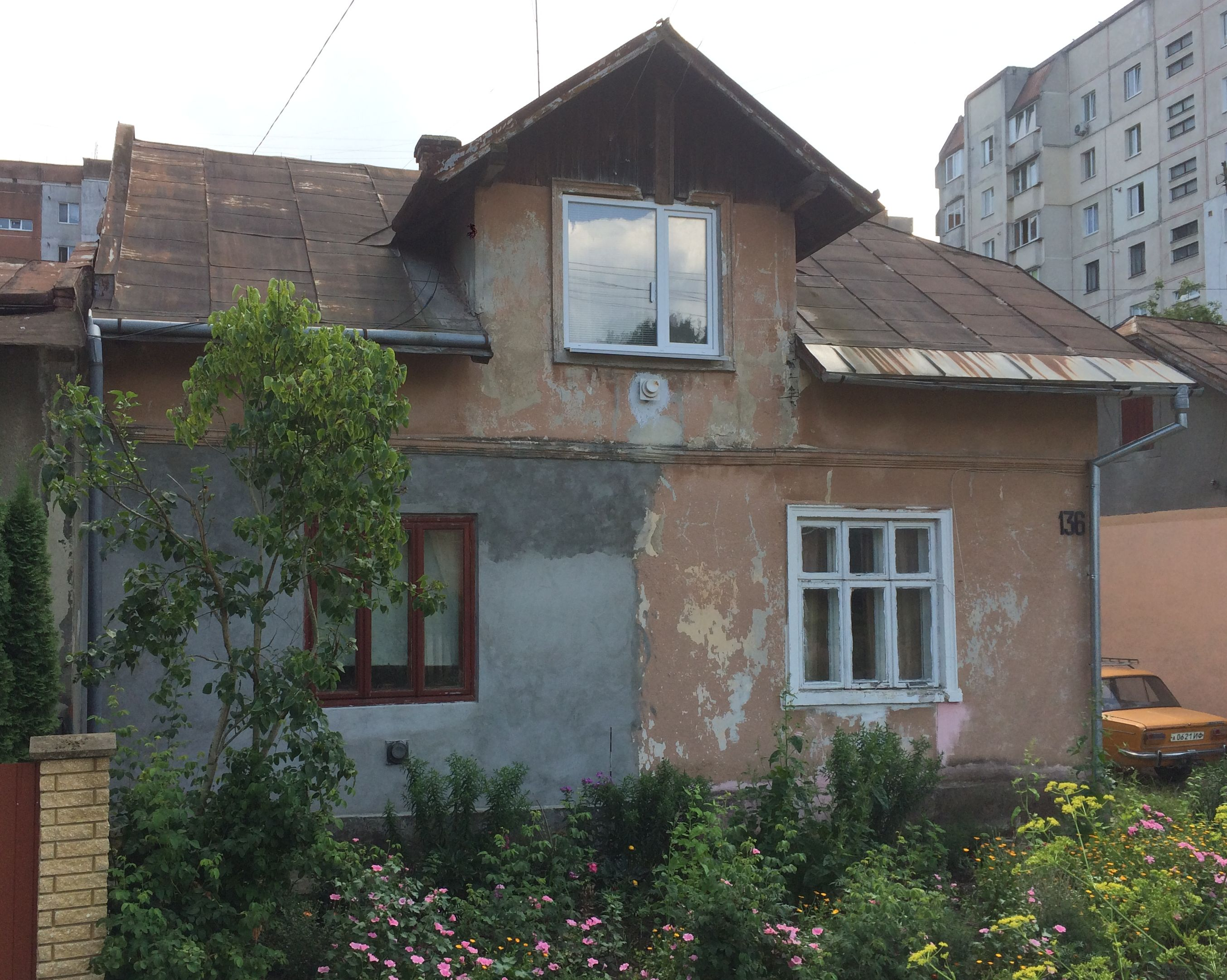
Колишня будівля Станіславського РВ МДБ

Власник с. Вовчинця К. Гальперн після Першої світової війни провів парцеляцію лану по сусідству з тодішньою Гіркою. Найбільше сюди з'їжджалися поляки,— так за період 1935—1941 рр. їх кількість збільшилася на 1325 осіб (40 % мешканців села). Тоді й виникло село Софіївка. Свою назву село отримало від однойменного урочища, яке відоме ще з першої половини XIX ст. Припускають, що походить назва від імені дівчини, яка колись втопилася в тамтешніх, тоді болотистих місцях. На 1.01.1939 в селі проживало 1200 мешканців (300 українців-грекокатоликів, 20 українців-римокатоликів, 870 поляків і 10 євреїв). На 1.03.1943 в селі проживало 595 осіб..
До 1944 р. село належало до ґміни Вовчинець Станиславівського повіту. Після війни, коли Станіславську область поділили на 36 дрібних районів, Софіївка стала адміністративним центром одного із них — Станіславського, тут на вул. Миру 134 і 136 діяли катівні НКВС і МДБ. В 1958—1959 рр. десять районів області, в тому числі й Станіславський, ліквідували, а Софіївку приєднали до міста.
Теперішня вул. Софіївка колись була головною вулицею села. Тоді вона називалася Калініна.
Центр села знаходився на місці перехрестя вулиці Софіївки та Героїв УПА. Тут концентрувалися райком КПУ і райвиконком (тепер тут диспансерне відділення фтизіопульмонологічного центру), міліція, пошта, Будинок культури (тепер розбудований під промисловий об'єкт, не завершений), меморіал «Софіївська група» (1950-ті).